# پنجره‌ای رو به آفتاب
پنجره‌ای رو به باغچه یک مجموعهٔ تلویزیونی ایرانی به کارگردانی «حسین مروی» است که در سال ۱۳۷۰ تولید و از شبکه ۲ سیمای جمهوری اسلامی ایران پخش گردید.

## خلاصه داستان
دختری به نام «سارا» تحت تأثیر احساس خودستایی، در مورد علاقهٔ دیگران به خود دچار سوءظن و دودلی است و با این توهم که دیگران هیچ توجه و علاقه‌ای به او ندارند، به انزوا کشیده می‌شود.

## بازیگران و عوامل تولید

### بازیگران
- مصطفی عبداللهی
- سیما تیرانداز
- رضا خندان
- آزیتا لاچینی
- شهین علیزاده
- ویدا شهشهانی
- منوچهر لاریجانی

### عوامل تولید
- کارگردان: حسین مروی
- نویسنده: حسین مروی و مسعود آب‌پرور
- طرح اولیه فیلمنامه: محسن علامه
- تصویربردار: مهرزاد ناظری
- تدوین: مهین نواب‌ایرانی
- تهیه‌کننده: ماه‌منظر شفیعی و ثریا گلشهر
- فرمت تصویر: ۱۶ میلیمتری
- مدت زمان: ۱۹۰ دقیقه
- محصول: گروه فیلم و سریال شبکه ۲ سیمای جمهوری اسلامی ایران
- سال تولید: ۱۳۷۰